# Carl Whitaker
Carl Alanson Whitaker (Raymondville, 1912 – Atlanta, 1995) è stato uno psichiatra statunitense, tra i pionieri della terapia familiare.

## Biografia
Dopo la laurea in medicina e un iniziale desiderio di specializzarsi in ginecologia, Whitaker si specializzò in psichiatria iniziando a lavorare, nel 1938, in un ospedale psichiatrico, occupandosi del trattamento della schizofrenia. Osservando che alcuni pazienti sembravano presentare un recupero per poi vedere riemergere i loro problemi quando facevano ritorno a casa dai loro familiari, Whitaker iniziò a focalizzare l'intervento sull'intera famiglia piuttosto che sul singolo paziente.
Gli fu attribuito il merito per il co-sviluppo dell'approccio simbolico-esperienziale alla terapia e l'utilizzo dei co-terapeuti, che avvenne durante la seconda guerra mondiale, quando egli lavorava come consulente per i dipendenti ad Oak Ridge, dove era in corso il progetto top-secret per lo sviluppo della bomba atomica.
Dal 1946, Whitaker ricoprì la carica di Presidente del Dipartimento di Psichiatria dell'Università di Emory, dove si dedicò al trattamento dei pazienti schizofrenici e delle loro famiglie. Divenne professore di Psichiatria all'Università del Wisconsin-Madison nel 1965, fino al suo pensionamento nel 1982. Durante il suo incarico all'Università del Wisconsin-Madison, egli perfezionò e articolò le sue idee sulla psicoterapia, che definì terapia familiare simbolico-esperienziale, e crebbe la sua influenza nazionale nel settore.
Dopo il pensionamento, Whitaker continuò a insegnare e tenere lezioni, oltre che, insieme a sua moglie, Muriel Schram Whitaker, a lavorare come consulente e supervisore dei terapeuti familiari in tutto il mondo. Il suo ultimo libro Midnight Musings of a Family Therapist (Considerazioni notturne di un terapeuta della famiglia) fu pubblicato nel 1988 da W.W. Norton.

## Pensiero
Whitaker si riferiva al suo lavoro come “terapia dell'assurdo”, sottolineando in tal modo il sapere non convenzionale di cui faceva uso nell'aiutare le famiglie al cambiamento. Contando quasi interamente sulla logica emozionale piuttosto che su quella cognitiva, Whitaker si focalizzava sui processi emozionali e sulla struttura delle famiglie. Egli interveniva direttamente sul livello emozionale del sistema, riponendo profonda fiducia sul “simbolismo” e sulle reali esperienze di vita, così come sull'umorismo, sul gioco e sullo scontro affettivo.
Molte delle idee di Whitaker sulla terapia familiare sono presentate nel libro The Family Crucible (Il crogiolo della famiglia), scritto con August Napier nel 1978, che divenne un lavoro di grande influenza nel campo. Nel 1982, i principali articoli di Whitaker sulla terapia familiare vennero raccolti da John R. Neill e David Kniskern nel libro From Psyche to System (Dalla psiche al sistema: l'evolversi della terapia di Carl Whitaker).